# Henri-Jacques Espérandieu
Henri-Jacques Espérandieu (Nîmes, 22 febbraio 1829 – Marsiglia, 11 novembre 1894) è stato un architetto francese.
Di origine protestante, compì la sua carriera in Marsiglia ove realizzò qualcuno dei monumenti più celebri della città, tra i quali la Bonne mère (Basilica di Nostra Signora della Guardia). La sua salma fu inumata nel cimitero protestante di Nîmes, sua città natale.

## Biografia
Henri Espérandieu nacque a Nîmes il 22 febbraio 1829 in una famiglia protestante di modesto livello. Fu tosto iscritto alla scuola mutua protestante ove si fece notare per il suo ardore per il lavoro. Nel 1840 il padre ottenne per lui una borsa di studio per l'ammissione al Collegio reale di Nîmes ove manifestò la sua attitudine al disegno e alla matematica.
Egli osservava i lavori di costruzione della chiesa di San Paolo a Nîmes, situata vicino a casa sua e scoprì la propria vocazione: sarebbe diventato architetto. I lavori di costruzione di questa chiesa venivano effettuati sotto la direzione di Charles-Auguste Questel, membro dell'Istituto e architetto del palazzo di Versailles. Suo padre riuscì a prendere contatto con Questel, che s'impegnò a far entrare il giovane Espérandieu in uno studio di architettura parigino.
Il 23 ottobre 1845, egli lasciò Nîmes per recarsi a Parigi con il suo amico Ernest Roussel. Alloggiò presso suo zio, maître d’hôtel a Parigi, ed entrò nello studio di Léon Vaudoyer.
Il 16 dicembre 1846, egli risultò primo nella Scuola delle Belle Arti di Parigi.
Per alleggerire lo sforzo finanziario del padre, egli realizzò studi remunerati, progettò una stazione, un ponte sospeso, una casa di campagna, ecc. 
A partire dal 1850, Questel lo fece entrare nella sua agenzia e lo associò alla stesura dei progetti definitivi della chiesa di San Paolo a Nîmes. Questel, incaricato della manutenzione del dominio di Versailles e delle modifiche da apportare al castello, lo associò ai lavori e alla cura dei cantieri.
A partire dal maggio del 1852, egli divideva il suo tempo tra lo studio di Questel e quello di Vaudoyer. Quest'ultimo era incaricato della costruzione della Cattedrale della Major a Marsiglia, la cui prima pietra fu posata il 26 settembre 1852. Egli propose a Espérandieu di essere il suo rappresentante sul posto. La nomina ufficiale di Espérandieu come ispettore dei lavori avvenne solo il 22 maggio 1854 e fu l'esordio della sua brillante carriera di architetto a Marsiglia, ove egli s'installò definitivamente nel 1855.
Con decreto del 1º agosto 1868 fu nominato cavaliere della Legion d'onore
Morì l'11 novembre 1874 all'età di soli 45 anni a causa di una congestione polmonare contratta nelle cripte di Notre-Dame de la Garde. La sua salma fu trasportata fino al cimitero protestante di Nîmes, ove il suo amico d'infanzia Ernest Roussel ne pronunciò l'elogio funebre.

## Riconoscimenti
Una via di Marsiglia situata nei pressi di Palazzo Longchamp porta il suo nome, così come un battello della linea del Frioul.
Nella corte d'onore del Palazzo delle Arti di Marsiglia è stato piazzato un busto, opera dello scultore André-Joseph Allar, sul cui piedestallo sono stati scolpiti tre medaglioni in memoria delle opere più importanti da lui condotte: Notre-Dame de la Garde, Palazzo Longchamp, Palazzo delle Arti.

## Opere
Le sue opere principali da lui realizzate sono:

### Cattedrale della Major
Henri Espérandieu fu direttore dei lavori di costruzione della Cattedrale della Major. Alla morte dell'architetto Vaudoyer, avvenuta il 9 febbraio 1872, ebbe l'incarico di proseguirne la direzione dei lavori, ma non sopravvisse che due anni al suo maestro.

### Palazzo Longchamp

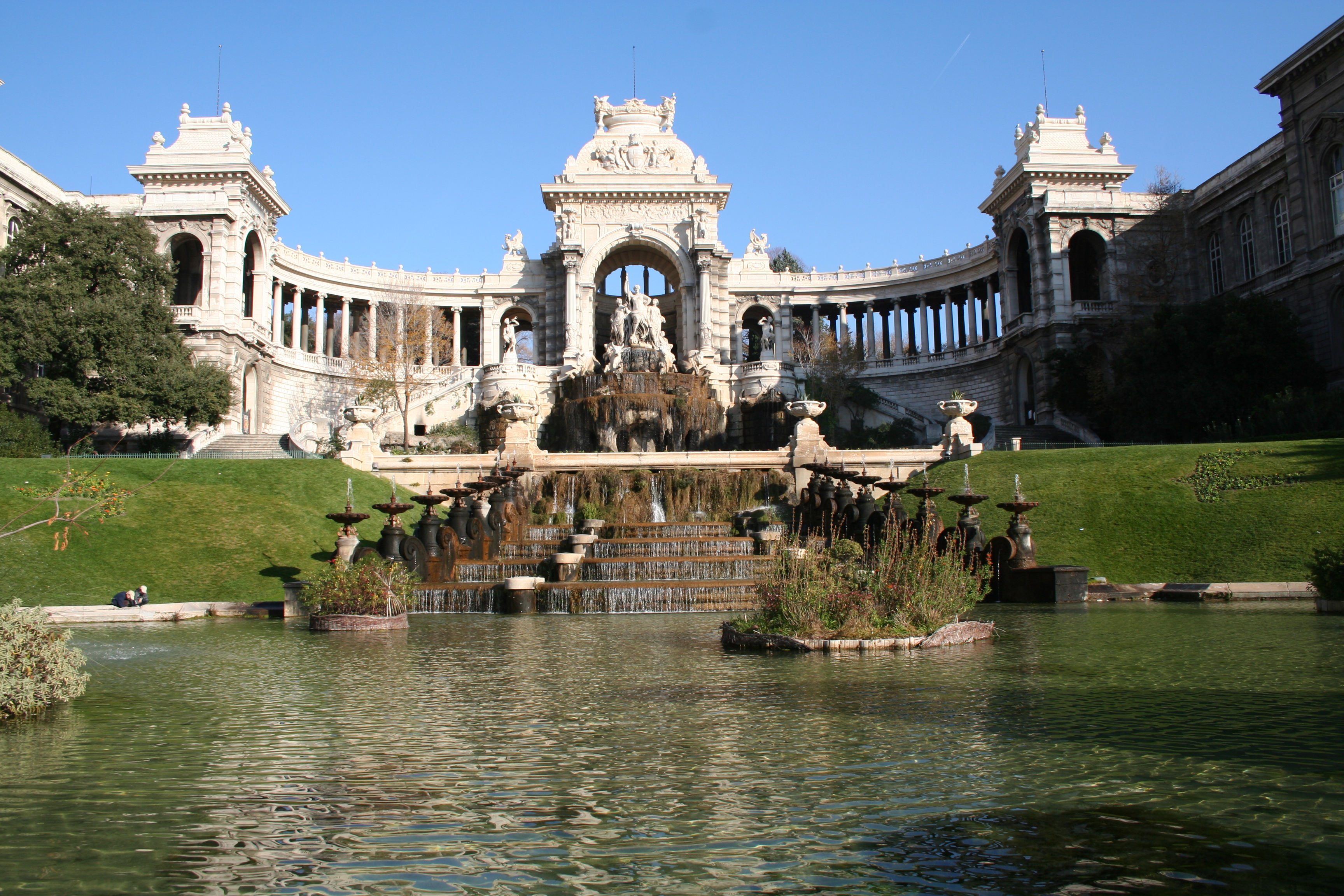
Palazzo Longchamp

Henri Espérandieu ha progettato e realizzato il Palazzo Longchamp, castello acquatico ove giungono le acque del Canale di Marsiglia, sede del Museo di belle arti di Marsiglia e di quello di Storia Naturale.
Un primo progetto fu redatto da Jean-Charles Danjoy, che aveva ricevuto la commessa del Castello Pastré. All'inizio del 1859 il sindaco Jean-François Honnorat chiese allo scultore Auguste Bartholdi, che aveva vinto un concorso per una fontana di Bordeaux, di stendere un progetto; ne furono redatte quattro proposte, ma nessuna di esse fu accettata. Dopo aver pensato di fare appello a Pascal Coste, il sindaco Onfroy s'indirizzò nell'agosto 1861 al giovane architetto Henri Espérandieu, che realizzerà la sua opera maggiore.
L'esclusione di Bartholdi comportò violente polemiche; questi mise all'opera tutte le relazioni di cui disponeva presso la stampa parigina per farsi riconoscere la paternità del monumento, un capolavoro dell'architettura del XIX secolo. Nonostante che la sua causa fosse sostenuta da maestri del foro (Raymond Poincaré), le istanze di Bartholdi furono respinte a tutti i livelli. L'avvocato di Espérandieu era Ludovic Legré.

### Notre-Dame de la Garde

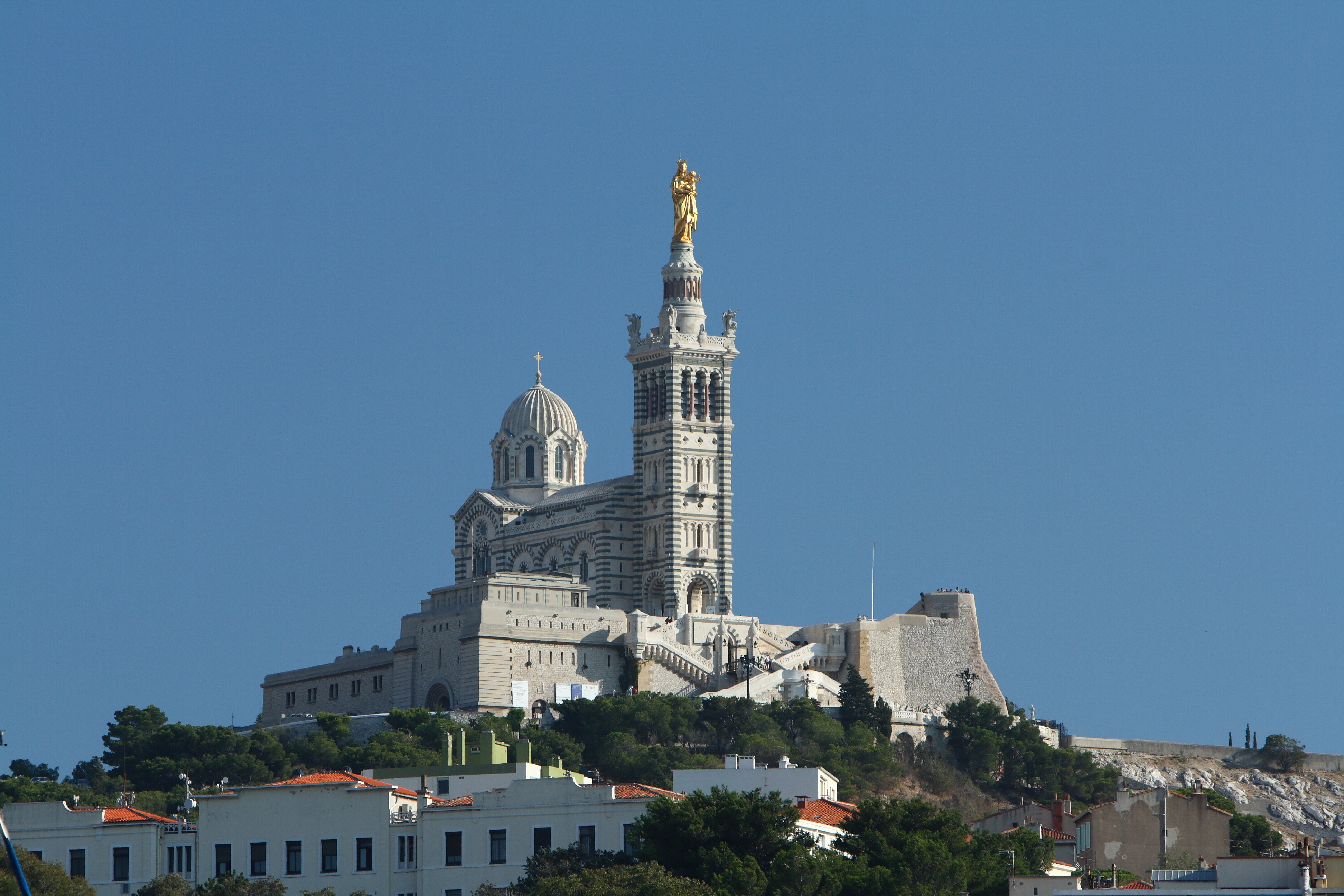
La basilica di Notre-Dame-de-la-Garde

La costruzione della basilica di Basilica di Notre Dame de la Garde durò 21 anni e non era ancora terminata alla morte dell'architetto. Questa costruzione, che all'inizio non doveva essere che un ingrandimento dei una cappella medievale, si trasformò, su richiesta di padre Bernard, padre elemosiniere e amministratore del santuario, nella realizzazione di un nuovo santuario. Il 30 dicembre 1852 il consiglio di amministrazione, presieduto dal vescovo Eugène de Mazenod, approvò il progetto romanico-bizantino presentato dallo studio Vaudoyer. I progetti erano infatti stati elaborati da Espérandieu, avendo fatto Léon Vaudoyer semplicemente da prestanome. Il motivo è verosimilmente quello che Vaudoyer temeva che si rimproverasse al suo allievo la giovane età, la sua mancanza di notorietà, ma anche e soprattutto il suo credo protestante.
Léon Vaudoyer confermò in una sua lettera:
(François Hildesheimer, Notre-Dame de la Garde, La bonne mère de Marseille, éditions Jeanne Laffitte, Marseille, 1995, p. 32.)

### Il Palazzo delle Belle Arti
La costruzione del Palazzo delle Belle Arti fu decisa con deliberazione del consiglio comunale del 7 marzo 1859. L'autore del progetto fu Espérandieu, che ebbe come direttore dei lavori Gaudensi Allar, fratello maggiore dello scultore André-Joseph Allar.

### La vergine dorata

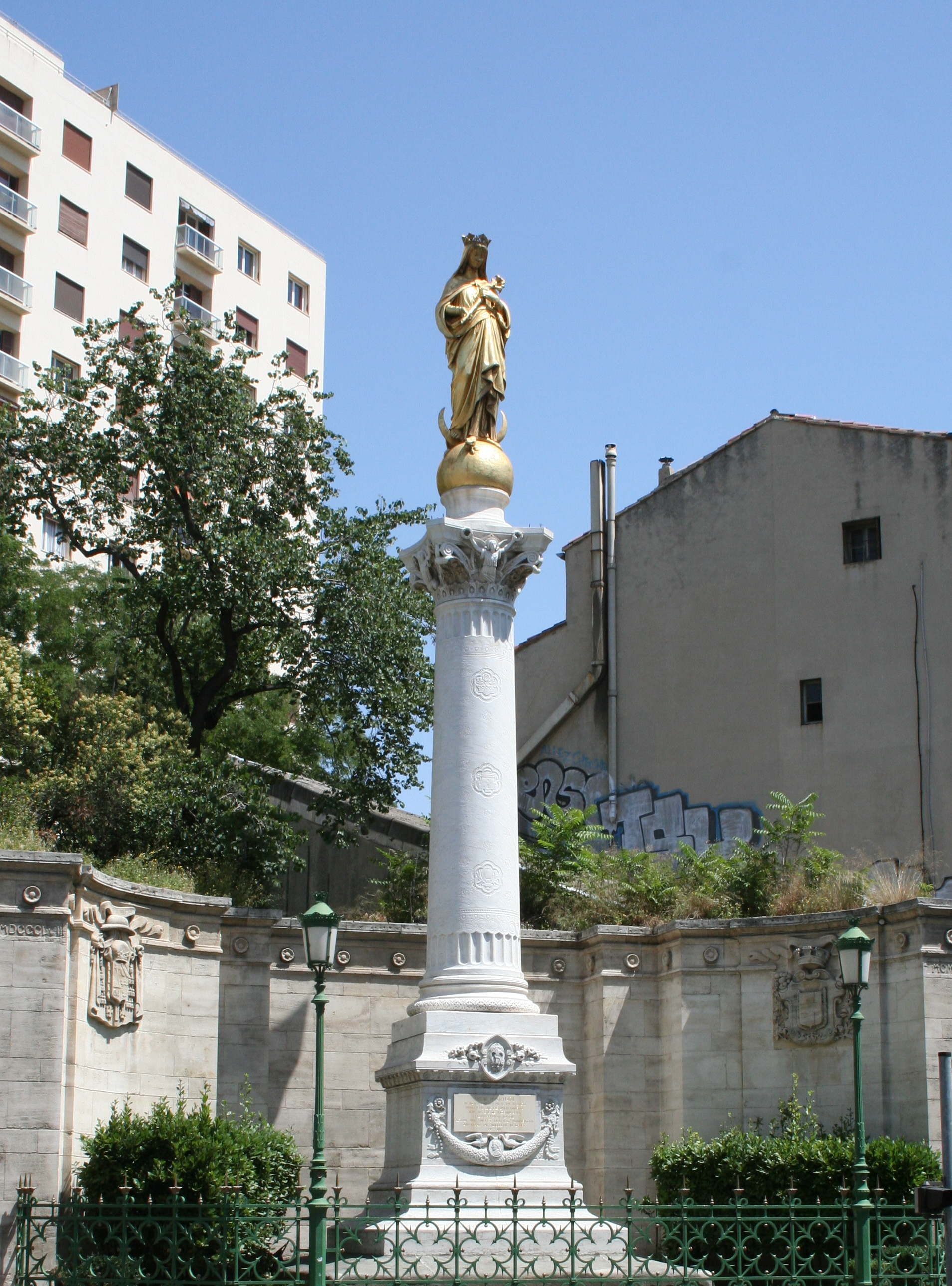
La Vierge dorée (Vergine dorata)

Il monumento alla Vergine Dorata fu innalzato per celebrare il dogma dell'Immacolata Concezione. Espérandieu stese il progetto di questo monumento che fu posto all'estremità del boulevard d'Athènes, poi spostato all'angolo della rue des héros con il boulevard Voltaire per far posto alla Stazione di Marsiglia Saint-Charles e alla sua monumentale scalinata.